# Hecatonicosacoron

Una projecció en tres dimensions d'una 120-cell realitzat una rotació simple.

Un hecatonicosacoron o 120-cell és una figura geomètrica polítopa regular convexa de quatre dimensions amb el símbol de Schläfli {5,3,3}. També s'anomena C120, dodecacontacoron i hecatonicosahedroide. Un 120-cell té 120 cèl·lules, 720 cares pentagonals, 1200 arestes i 600 vèrtexs.
El límit de la 120-cell es compon de 120 cèl·lules dodecaèdriques amb quatre arestes per a cada vèrtex.
Ha sigut considerat en algunes ocasions com l'anàleg de quatre dimensions d'un dodecaedre i se li ha anomenat dodecàplex (abreviació de complex dodecaèdric). Al igual que un dodecaedre pot ser construït com un model amb 12 pentàgons i 3 al voltant de cada vèrtex, el dodecàplex es pot produir a partir de 120 dodecaedres amb 3 vèrtexs a cada vora.
La Davis 120-cell és una varietat hiperbòlica compacta quatridimensional.

## Coordenades cartesianes

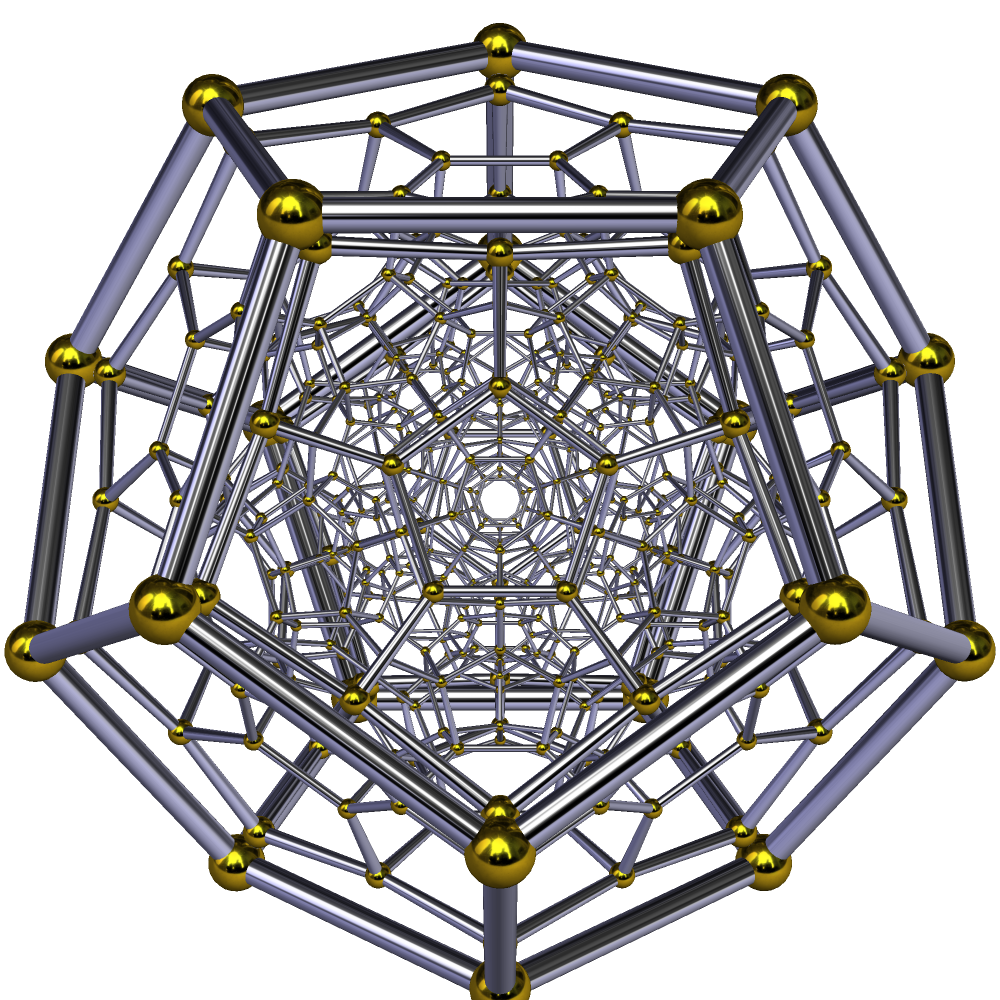

Els 600 vèrtexs de l'hecatonicosacoron inclouen totes les permutacions de:
(0, 0, ±2, ±2)
(±1, ±1, ±1, ±√5)
(±ϕ−2, ±ϕ, ±ϕ, ±ϕ)
(±ϕ−1, ±ϕ−1, ±ϕ−1, ±ϕ²)
i totes les paritats d'una permutació
(0, ±ϕ−2, ±1, ±ϕ²)
(0, ±ϕ−1, ±ϕ, ±√5)